# Ludwig Ankenbrand (Journalist)

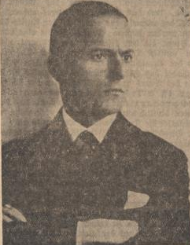
Ludwig Ankenbrand

Ludwig Ankenbrand (* 2. Mai 1889; † 17. Februar 1928 in Karlsruhe) war ein deutscher Journalist und erster Hauptschriftleiter der badischen NS-Zeitung Der Führer.  

## Leben und Wirken
Der Sohn eines Kaufmanns nahm in Gänze am Ersten Weltkrieg teil. Nach schwerer Verletzung war Ankenbrand eine Zeit arbeitslos, bevor er sich journalistisch bei der NS-Zeitung Südwestdeutscher Beobachter betätigte. Während seiner dortigen Tätigkeit schrieb Ankenbrand einen Artikel für den Südwestdeutschen Beobachter, der zur einer Gefängnisstrafe für den Herausgeber und den badischen NSDAP-Gauleiter Robert Wagner führte. Schließlich wurde er von letzterem am 27. November 1927 zum ersten Hauptschriftleiter der badischen NS-Zeitung Der Führer ernannt.  Bereits wenige Monate nach Antritt der Stelle verstarb Ankenbrand in Karlsruhe.